# Maireana glomerifolia
Maireana glomerifolia är en amarantväxtart som först beskrevs av Ferdinand von Mueller och Tate, och fick sitt nu gällande namn av Paul G. Wilson. Maireana glomerifolia ingår i släktet Maireana och familjen amarantväxter. Inga underarter finns listade i Catalogue of Life.